# 比尔基 (奥斯泰尔市镇)
50°57′3″N 31°0′0″E / 50.95083°N 31.00000°E

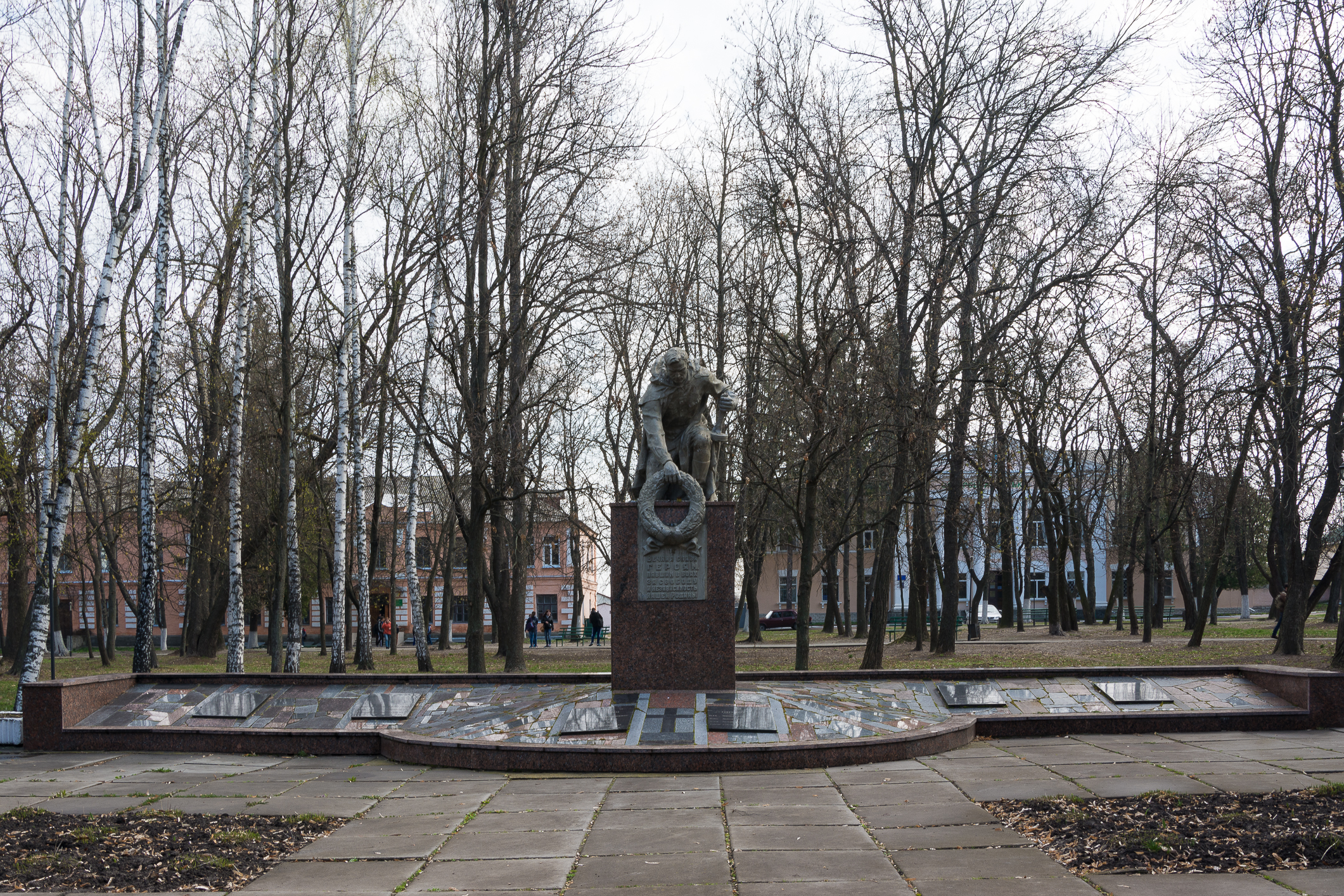
烈士墓及纪念碑

比爾基（烏克蘭語：Бірки），是烏克蘭北部切爾尼戈夫州切爾尼戈夫區奥斯泰尔市镇的村庄。面積1.33平方公里，海拔高度103米，2001年人口330，人口密度每平方公里249.06人。